# Anders Daniel Sandes
Anders Daniel Sandes, föddes 8 juli 1789 i Mjölby församling, Östergötlands län, död 18 november 1852 i Regna församling, Östergötlands län, var en svensk präst.

## Biografi
Anders Daniel Sandes föddes 1789 i Mjölby församling. Han var son till komministern Johan Sandström. Sandes blev höstterminen 1809 student vid Uppsala universitet och prästvigdes 22 juli 1812 i Örebro. Han blev 28 november 1827 komminister i Skedevi församling med tillträde 1829 och 1 augusti 1838 kyrkoherde i Regna församling med tillträde 1840. Sandes avled 1852 i Regna församling.

### Familj
Sandes gifte sig 13 februari 1830 med Christina Charlotta Malmqvist (född 1790), dotter till inspektoren Olof Malmqvist på Trysefall i Regna socken och Christina Sjögren. De fick tillsammans sonen Johan Adolf Magnus Sandes (1832–1837).